# 雨のなかの女
『雨のなかの女』 (The Rain People) は、フランシス・フォード・コッポラ監督・脚本による1969年のアメリカ映画である。結婚生活に疑問を抱いて一人旅に出た主婦を描く。

## キャスト
- ナタリー（主人公の主婦） - シャーリー・ナイト
- キルギャノン（旅に出たナタリーと出会って関わりを持つことになった男） - ジェームズ・カーン
- 警察官ゴードン - ロバート・デュヴァル
- ロザリー（ゴードンの娘） - マーヤ・ジメット
- アルフレッド - トム・アルドリッジ（英語版）
- エレン - ローリー・クリューズ（英語版）

## 評価
『シカゴ・サンタイムズ』の批評家のロジャー・イーバートは4つ星満点を与えた。